# (73616) 2383 T-3
(73616) 2383 T-3 – planetoida z pasa głównego asteroid okrążająca Słońce w ciągu 5,19 lat w średniej odległości 3 j.a. Odkryta 16 października 1977 roku.